# Acrotocepheus loebli
Acrotocepheus loebli är en kvalsterart som beskrevs av Sandór Mahunka 1973. Acrotocepheus loebli ingår i släktet Acrotocepheus och familjen Otocepheidae. Inga underarter finns listade i Catalogue of Life.